# 2 Lyncis
2 Lyncis, som är stjärnans Flamsteed-beteckning, är en dubbelstjärna i den norra delen av stjärnbilden Lodjuret, som också har variabelbeteckningen UZ Lyncis. Den har en högsta skenbar magnitud på ca 4,44 och är synlig för blotta ögat där ljusföroreningar ej förekommer. Baserat på parallaxmätning inom Hipparcosuppdraget på ca 20,8 mas, beräknas den befinna sig på ett avstånd på ca 157 ljusår (ca 48 parsek) från solen. Den rör sig närmare solen med en heliocentrisk radialhastighet av ca -2 km/s.

## Egenskaper
Primärstjärnan 2 Lyncis A är en blå till vit stjärna i huvudserien av spektralklass A2 Vs, där suffixnoten anger skarpa absorptionslinjer i spektret. Den har en massa som är ca 2,3 solmassor, en radie som är ca 2,2 solradier och utsänder ca 40 gånger mera energi än solen från dess fotosfär vid en effektiv temperatur på ca 9 300 K.
2 Lyncis, eller UZ Lyncis, är en spektroskopisk dubbelstjärna med en omloppsperiod på ca 3,6 år och en excentricitet på 0,5. Den klassificeras med 91 procent sannolikhet som en pulserande variabel av Delta Scuti-typ (DSCTC:) och är även en misstänkt förmörkelsevariabel (E:), som varierar mellan visuell magnitud +4,43 och 4,73 under en ockultation. Den omkretsande följeslagaren, 2 Lyncis B, kan vara källan till den röntgenstrålning som observerats från konstellationen, eftersom stjärnor som liknar primärstjärnan generellt inte ger mätbara nivåer av röntgenstrålning.